# Aleksandre Topuria
Aleksandre Topuria Bendeliani (en georgiano: ალექსანდრე თოფურია ბენდელიანი; Halle, Renania del Norte-Westfalia, Alemania, 28 de enero de 1996) es un artista marcial mixto georgiano residente en Alicante. Actualmente compite en la categoría de peso gallo de la Ultimate Fighting Championship (UFC).
Es hermano mayor del también peleador y Campeón Mundial de Peso Ligero de UFC Ilia Topuria (n. 1997).

## Primeros años
Aleksandre Topuria nació en Halle (Alemania) y es hijo de padres georgianos, así como el hermano del también peleador Ilia Topuria, el actual Campeón Mundial de Peso Pluma y Peso Ligero de UFC. Empezó desde muy pequeño en los deportes de contacto. Un profesor le vio potencial y se apuntó a lucha libre olímpica, seguido por su hermano. Ambos comenzaron a entrenar, pero cuando se mudaron a Alicante (España) tuvieron que cambiar de deporte al Brazilian Jiu-Jitsu. Un día la madre de Aleksandre encontró a un chico y se interesó por él. El peleador era cinturón negro del Climent Club y le recomendó que probasen las MMA.

## Carrera de artes marciales mixtas

### Carrera temprana
Su primera competición en MMA fue en 2014 durante un evento amateur en Barcelona y ganó por sumisión en el primer asalto.

### Debut profesional
Aleksandre hizo su debut como profesional en Valencia en abril de 2015 en el peso gallo, seguida de una segunda victoria en mayo, esta vez en peso ligero, venciendo en ambas por sumisión. Veinte días después de esta segunda pelea tuvo su primera derrota por TKO en el tercer asalto de una controvertida pelea contra el bulgaro Ivo Ivanov. Después de perder esta pelea, se mantuvo alejado de la competición por seis años.
Aleksandre regresó al octágono con victoria por nocaut técnico en el primer asalto ante Luca Tenório en 2021, se impuso con el mismo resultado a Alberto Ibáñez en 2022, y repitió con una tercera finalización contra Johan Segas en el evento de WOW 9 en mayo de 2023.

### Ultimate Fighting Championship
Su hermano Ilia reveló en una entrevista que Aleksandre había fichado por UFC. Realizó su debut oficial el 9 de febrero de 2025 en UFC 312, contra el local invicto Colby Thicknesse, a quien venció por decisión unánime.

## Récord en artes marciales mixtas
| Récord profesional | Récord profesional | Récord profesional |
| 7 peleas           | 6 victorias        | 1 derrota          |
| ------------------ | ------------------ | ------------------ |
| Nocaut             | 3                  | 1                  |
| Sumisión           | 2                  | 0                  |
| Decisión           | 1                  | 0                  |

| Resultado | Récord | Oponente                       | Método                                 | Evento                           | Fecha                  | Ronda | Tiempo | Localización | Notas                  |
| --------- | ------ | ------------------------------ | -------------------------------------- | -------------------------------- | ---------------------- | ----- | ------ | ------------ | ---------------------- |
| Victoria  | 6–1    | Colby Thicknesse               | Decisión (unánime)                     | UFC 312                          | 9 de febrero de 2025   | 3     | 5:00   | Sídney       |                        |
| Victoria  | 5–1    | Johan Segas                    | TKO (golpes)                           | WOW 9                            | 20 de mayo de 2023     | 1     | 1:27   | Madrid       |                        |
| Victoria  | 4–1    | Alberto Ibañez                 | TKO (golpes)                           | WAR MMA 1: World Athlete Radical | 12 de marzo de 2022    | 1     | 1:54   | Alicante     |                        |
| Victoria  | 3–1    | Lucas Tenorio                  | TKO (golpes)                           | HDH: Hombres de Honor 110        | 8 de diciembre de 2021 | 1     | 1:48   | Ondara       | Regresó al peso gallo. |
| Derrota   | 2–1    | Ivo Ivanov                     | TKO (golpes)                           | MFE: Mix Fight Events            | 29 de mayo de 2015     | 3     | 4:10   | Valencia     |                        |
| Victoria  | 2–0    | Alejandro Rumin                | Sumisión (estrangulamiento por detrás) | Climent Show MMA                 | 9 de mayo de 2015      | 1     | 2:59   | Alicante     | Debut en peso ligero.  |
| Victoria  | 1–0    | Andres Braulio Lazaro Chiguano | Sumisión (armbar)                      | WCW: West Coast Warriors         | 4 de abril de 2015     | 1     | 1:30   | Valencia     | Debut en peso gallo.   |